# Siegfried Graetschus
Siegfried Graetschus (Sovetsk, 9 giugno 1916 – Campo di sterminio di Sobibór, 14 ottobre 1943) è stato un militare tedesco, noto per la sua partecipazione all'Aktion T4 (programma nazista di eutanasia) e all'Aktion Reinhardt, nome in codice dato al progetto di sterminio degli ebrei in Polonia.

## Biografia
Graetschus si unì alle SS il 20 dicembre 1935 e aderì al Partito Nazionalsocialista Tedesco dei Lavoratori nel 1936. Nel corso della seconda guerra mondiale partecipò sia all'Aktion T4 che all'Operazione Reinhardt, operando in diversi lager e centri di sterminio nazisti.
Inizialmente lavorò nel campo di concentramento di Sachsenhausen, poi fu trasferito in quello di Buchenwald. Nel corso di quest'ultimo incarico, a Graetschus fu ordinato di presentarsi, assieme ai colleghi Lorenz Hackenholt, Josef Oberhauser e Werner Dubois, alla Cancelleria del Reich di Berlino, dove l'Oberführer delle SA Werner Blankenburg lo informò del programma nazista dell'Aktion T4. Fu così trasferito al centro di eutanasia di Bernburg, e poi in quelli di Grafeneck e Brandeburgo sulla Havel, lavorando attivamente nel forno crematorio.  Nel campo di sterminio di Bełżec, invece, si occupò del funzionamento dei Gaswagen, utilizzati dai nazisti per sopprimere gli ebrei in attesa della costruzione delle più note camere a gas.
Infine, dopo aver prestato brevemente servizio al campo di sterminio di Treblinka, fu trasferito in quello di Sobibór nell'agosto del 1942, dove fu messo a capo delle circa duecento guardie ucraine del lager, succedendo ad Erich Lachmann. Durante la sua permanenza a Sobibór, fu promosso al grado di Untersturmführer, ovvero "sottotenente"; in questi campi lo staff di SS era abbastanza limitato, arrivando ad un numero compreso tra venti e trenta tedeschi, coadiuvato da qualche centinaio di collaborazionisti di altre nazionalità occupate dal Reich, per cui anche un grado relativamente basso occupava posizioni di responsabilità; nello specifico Graetschus comandava la vigilanza e sovrintendeva alle operazioni quotidiane del campo.
Morì nel corso della rivolta del 14 ottobre 1943, ucciso con un'ascia dal soldato dell'Armata Rossa Arkady Moiseyevich Vaispapir (1921-2018), uno dei prigionieri di guerra sovietici del campo.
La narrazione dettagliata delle circostanze dell'uccisione, fatta dallo stesso Vaispapir, è riportata nel libro scritto da Jules Schelvis sul campo di Sobibór. Un'altra testimonianza diretta sull'operato di Graetschus e sulla vita e rivolta nel campo è contenuta nell'intervista a Yehuda Lerner realizzata da Claude Lanzmann per la realizzazione del film-documentario Sobibor - 14 ottobre 1943, ore 16.00, in cui viene ricordato e descritto come il più famigerato e brutale fra gli aguzzini del campo.